# Haibowan
Haibowan är ett stadsdistrikt och säte för stadsfullmäktige i Wuhais stad på prefekturnivå i den autonoma regionen Inre Mongoliet i norra Kina. Det ligger omkring 430 kilometer väster om regionhuvudstaden Hohhot. 